# Comuna Coaș, Maramureș
Coaș (în maghiară: Kovás) este o comună în județul Maramureș, Transilvania, România, formată din satele Coaș (reședința) și Întrerâuri.

## Demografie
Componența etnică a comunei Coaș
     Români (90,98%)
     Alte etnii (0,6%)
     Necunoscută (8,42%)
Componența confesională a comunei Coaș
     Ortodocși (84,95%)
     Martori ai lui Iehova (1,71%)
     Alte religii (1,94%)
     Necunoscută (11,4%)
Conform recensământului efectuat în 2021, populația comunei Coaș se ridică la 1.342 de locuitori, în scădere față de recensământul anterior din 2011, când fuseseră înregistrați 1.402 locuitori. Majoritatea locuitorilor sunt români (90,98%), iar pentru 8,42% nu se cunoaște apartenența etnică. Din punct de vedere confesional, majoritatea locuitorilor sunt ortodocși (84,95%), cu o minoritate de martori ai lui Iehova (1,71%), iar pentru 11,4% nu se cunoaște apartenența confesională.

## Politică și administrație
Comuna Coaș este administrată de un primar și un consiliu local compus din 9 consilieri. Primarul, Călin-Vasile Achim[*], de la Partidul Social Democrat, este în funcție din octombrie 2020. Începând cu alegerile locale din 2024, consiliul local are următoarea componență pe partide politice:
|  | Partid                                     | Consilieri | Componența Consiliului | Componența Consiliului | Componența Consiliului |
|  | ------------------------------------------ | ---------- | ---------------------- | ---------------------- | ---------------------- |
|  | Partidul Social Democrat                   | 3          |                        |                        |                        |
|  | Partidul Național Liberal                  | 2          |                        |                        |                        |
|  | Uniunea Salvați România                    | 2          |                        |                        |                        |
|  | Alianța pentru Unirea Românilor            | 1          |                        |                        |                        |
|  | Partidul Național Țărănesc Maniu-Mihalache | 1          |                        |                        |                        |

## Vezi și
- Biserica Sfinții Arhangheli din Coaș
- Cheile Lăpușului (sit de importanță comunitară)